# Schwarzach im Pongau
Schwarzach im Pongau is een gemeente in de Oostenrijkse deelstaat Salzburg, en maakt deel uit van het district Sankt Johann im Pongau.
Schwarzach im Pongau telt 3508 inwoners.

## Geboren
- Andreas Prommegger (10 november 1980), snowboarder
- Bernhard Gruber (1982), noordse combinatieskiër
- Michaela Kirchgasser (1985), alpineskiester
- Andrea Fischbacher (1985), alpineskiester
- Mirjam Puchner (1992), alpineskiester
- Stefan Kraft (1993), schansspringer
- Paul Gerstgraser (1995), noordse combinatieskiër
- Chiara Hölzl (1997), schansspringster
- Luka Reischl (2004), voetballer

Altenmarkt im Pongau ·
Bad Gastein ·
Bad Hofgastein ·
Bischofshofen ·
Dorfgastein ·
Eben im Pongau ·
Filzmoos ·
Flachau ·
Forstau ·
Goldegg im Pongau ·
Großarl ·
Hüttau ·
Hüttschlag ·
Kleinarl ·
Mühlbach am Hochkönig ·
Pfarrwerfen ·
Radstadt ·
St. Johann im Pongau ·
St. Martin am Tennengebirge ·
St. Veit im Pongau ·
Schwarzach im Pongau ·
Untertauern ·
Wagrain ·
Werfen ·
Werfenweng
- Gemeinsame Normdatei: 4192262-1
- Library of Congress Control Number: n80145333
- MusicBrainz: 2cfaf06e-9253-486c-b043-3c46f3d57672
- Nationale Bibliotheek van Israël: 987007561901005171
- Virtual International Authority File: 151273235